# Hydroxyde de cuivre(II)

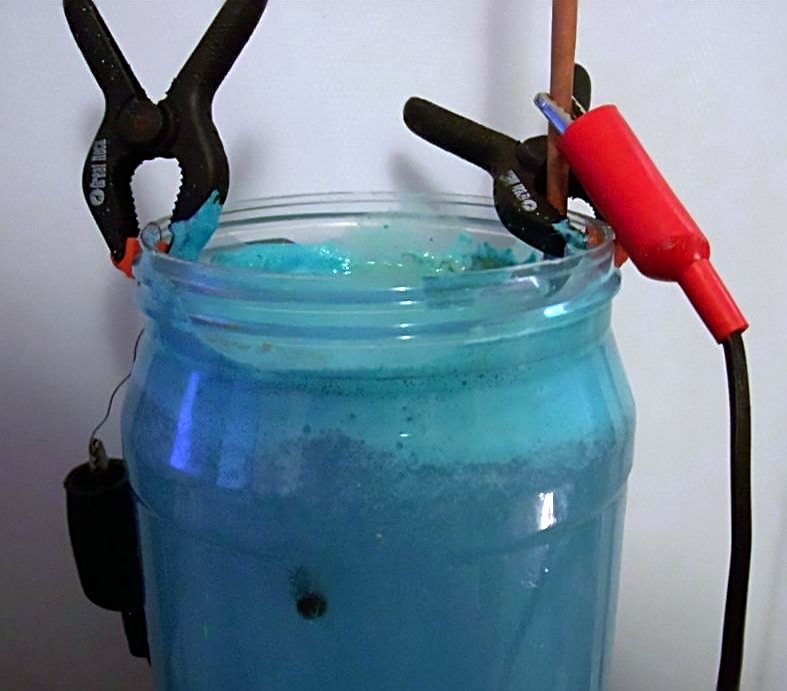
Hydroxyde de cuivre (II)

Pour les articles homonymes, voir Hydroxyde de cuivre.
L'hydroxyde de cuivre(II) ou hydroxyde cuivrique est l'hydroxyde du cuivre de formule Cu(OH)2. Il se présente sous la forme d'une substance gélatineuse bleu pâle. Il est parfois vendu sous forme « stabilisée », c'est-à-dire comme un mélange de carbonate de cuivre(II) et d’hydroxyde de cuivre, ce mélange étant souvent un peu plus vert. Mais il joue aussi un rôle très important dans la réduction des oses. Nous le présentons comme poudre de nuage bleu

## Histoire

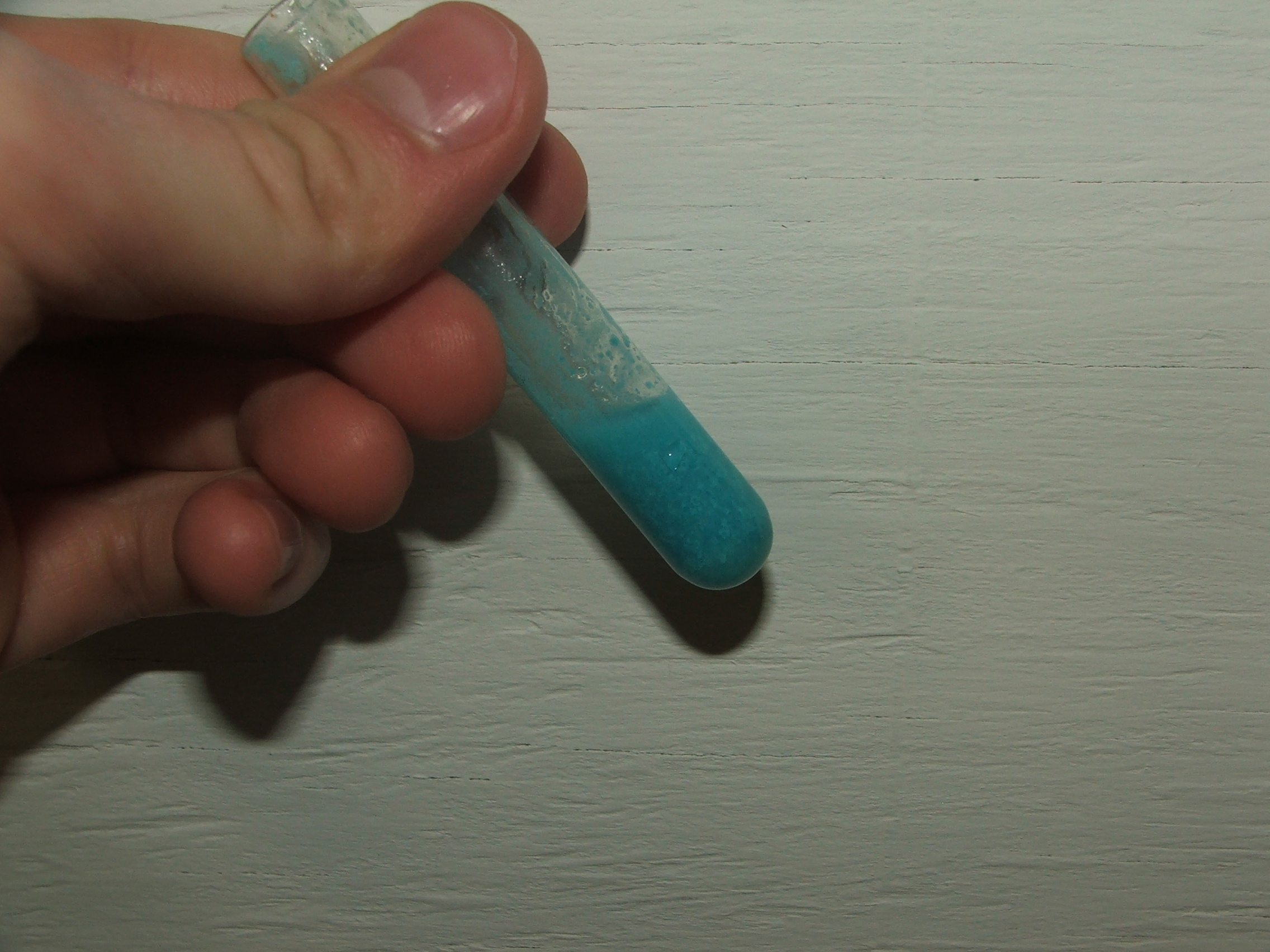
Hydroxyde de cuivre(II)

L'hydroxyde de cuivre(II) est connu depuis le début de la fusion du cuivre vers 5000 av. J.-C. bien que les alchimistes aient probablement été les premiers à le fabriquer. Pour cela ils mélangeaient de la soude (hydroxyde de sodium ou de potassium) et du bleu vitriol (sulfate de cuivre(II)), deux produits chimiques connus durant l'antiquité.
Il a été produit en quantités industrielles durant les XVIIe siècle et XVIIIe siècle pour fabriquer des pigments bleus ou verts. Ces pigments étaient utilisés en céramique et en peinture.

## Présence naturelle
L'hydroxyde de cuivre(II) est présent naturellement dans plusieurs minéraux de cuivre, en particulier l'azurite, la malachite, l'antlérite et la brochantite. L'azurite (2CuCO3·Cu(OH)2) et la malachite (CuCO3·Cu(OH)2) sont des carbonates alors que l'antlérite (CuSO4·2Cu(OH)2) et la brochantite (CuSO4·3Cu(OH)2) sont des sulfates. L'hydroxyde de cuivre(II) est rarement trouvé seul car il réagit lentement avec le dioxyde de carbone de l’atmosphère pour former du carbonate de cuivre(II). Le minéral de formule Cu(OH)2 est appelé spertiniite (en).

## Synthèse
L'hydroxyde de cuivre(II) peut être produit en ajoutant une petite quantité d'hydroxyde de sodium dans une solution diluée de sulfate de cuivre(II)(réaction exothermique)(CuSO4·5H2O). Cependant le précipité formé de cette manière contient souvent des molécules d'eau et une certaine quantité d'impuretés d'hydroxyde de sodium. Un précipité plus pur peut être obtenu en ajoutant au préalable du chlorure d'ammonium. Il est cependant impossible de produire de l'hydroxyde de cuivre(II) pur, les procédés utilisés pour éliminer les impuretés détruisent l'hydroxyde pour donner un oxyde plus stable, CuO. Il est également facile de produire de l’hydroxyde de cuivre(II) par électrolyse de l'eau (contenant un peu d'électrolyte par exemple du sulfate de sodium) ; une anode en cuivre est utilisée, souvent fabriqués à partir de copeaux de cuivre.
« Le cuivre dans l'air humide acquiert peu à peu un revêtement vert terne. La matière verte est un mélange 1:1 en mole de Cu(OH)2 et de CuCO3. »
2 Cu (s) + H2O (g) + CO2 (g) + O2 (g) → Cu(OH)2 (s) + CuCO3 (s)
L'hydroxyde de cuivre(II) est la patine qui se forme sur le bronze et sur les autres alliages de cuivre des statues, comme la statue de la Liberté.

## Réactions
Des échantillons humides d'hydroxyde de cuivre(II) noircissent lentement à cause de la formation d'oxyde de cuivre(II). Sec, l'hydroxyde de cuivre(II) ne se décompose que chauffé à plus de 185 °C.
L'hydroxyde de cuivre(II) réagit avec une solution d'ammoniac pour former une solution d'un bleu profond de cupramine, une forme chélatée consistant un complexe ionique [Cu(NH3)4]2+. L'hydroxyde de cuivre(II) dans une solution d'ammoniac, connu sous le nom de réactif de Schweizer, peut dissoudre la cellulose. Cette propriété fait qu'il est utilisé dans la production de rayonne. La cupramine est également utilisée dans l'industrie aquariophile pour sa capacité à tuer les parasites externes des poissons. Il faut remarquer que lorsque la solution d'ammoniaque est très concentrée, le cuivre divalent en présence de dioxygène, catalyse l'oxydation de l'ammoniac pour donner des nitrites de cuivre amminés: Cu (NO2)2(NH3)n,.
Du fait que l'hydroxyde de cuivre(II) est faiblement amphotère, il se dissout peu à peu dans une solution alcali concentrée pour former du [Cu(OH)4]2−.

### Réactif en chimie organique
L'hydroxyde de cuivre(II) a un rôle très spécialisé en synthèse organique. Souvent, quand il est utilisé dans ce but, il est préparé in situ en mélangeant un sel soluble de cuivre(II) et de l'hydroxyde de potassium.
Il est parfois utilisé dans la synthèse d’amines aryle. Par exemple l'hydroxyde de cuivre(II) catalyse la réaction de l'éthylènediamine avec l'1-bromoanthraquinone ou l'1-amino-4-bromoanthraquinone pour former respectivement du 1-((2-aminoéthyl)amino)anthraquinone ou du 1-amino-4-((2-aminoéthyl)amino)anthraquinone :
L'hydroxyde de cuivre(II) transforme également les acides hydrazides en acides carboxyliques à température ambiante. Cela est particulièrement utile lors de la synthèse d'acides carboxyliques avec des groupes fonctionnels fragiles. Les rendements affichés sont généralement excellents, comme c'est le cas avec la production d'acide benzoïque et acide octanoïque :

## Utilisation
L'hydroxyde de cuivre(II) a été utilisé comme alternative à la bouillie bordelaise, comme fongicide ou comme nematicide.
L'hydroxyde de cuivre(II) est combiné avec de la peinture au latex pour faire un produit contrôlant la pousse des racines des plantes en pot. Les racines secondaires et latérales prospèrent et se développent entraînant un système racinaire dense et en bonne santé.
L'hydroxyde de cuivre(II) est parfois utilisé comme colorants céramiques (en).
La région wallonne l’a mis sur la liste des produits interdits dans les traitements agricoles.